# 埃爾內格里托
埃爾內格里托（西班牙語：El Negrito），是洪都拉斯的城鎮，位於該國北部，由約羅省負責管轄，始建於1893年，面積514.15平方公里，海拔高度209米，2001年人口35,651，人口密度每平方公里69.34人。